# Salix capusii
Salix capusii är en videväxtart som beskrevs av Adrien René Franchet. Salix capusii ingår i släktet viden, och familjen videväxter. Inga underarter finns listade i Catalogue of Life.